# Cosne-Cours-sur-Loire
Cosne-Cours-sur-Loire – miejscowość i gmina we Francji, w regionie Burgundia-Franche-Comté, w departamencie Nièvre, położona nad Loarą.
Według danych na rok 1990 gminę zamieszkiwały 12 123 osoby, a gęstość zaludnienia wynosiła 227 osób/km² (wśród 2044 gmin Burgundii Cosne-Cours-sur-Loire plasuje się na 13. miejscu pod względem liczby ludności, natomiast pod względem powierzchni na miejscu 18.).

## Zabytki
- ruiny przeoratu zakonnego z Cluny (XI wiek);
- Muzeum Loary (Musée de la Loire) z kolekcją obrazów Chagalla, Deraina, Utrilla, Dufy'ego;

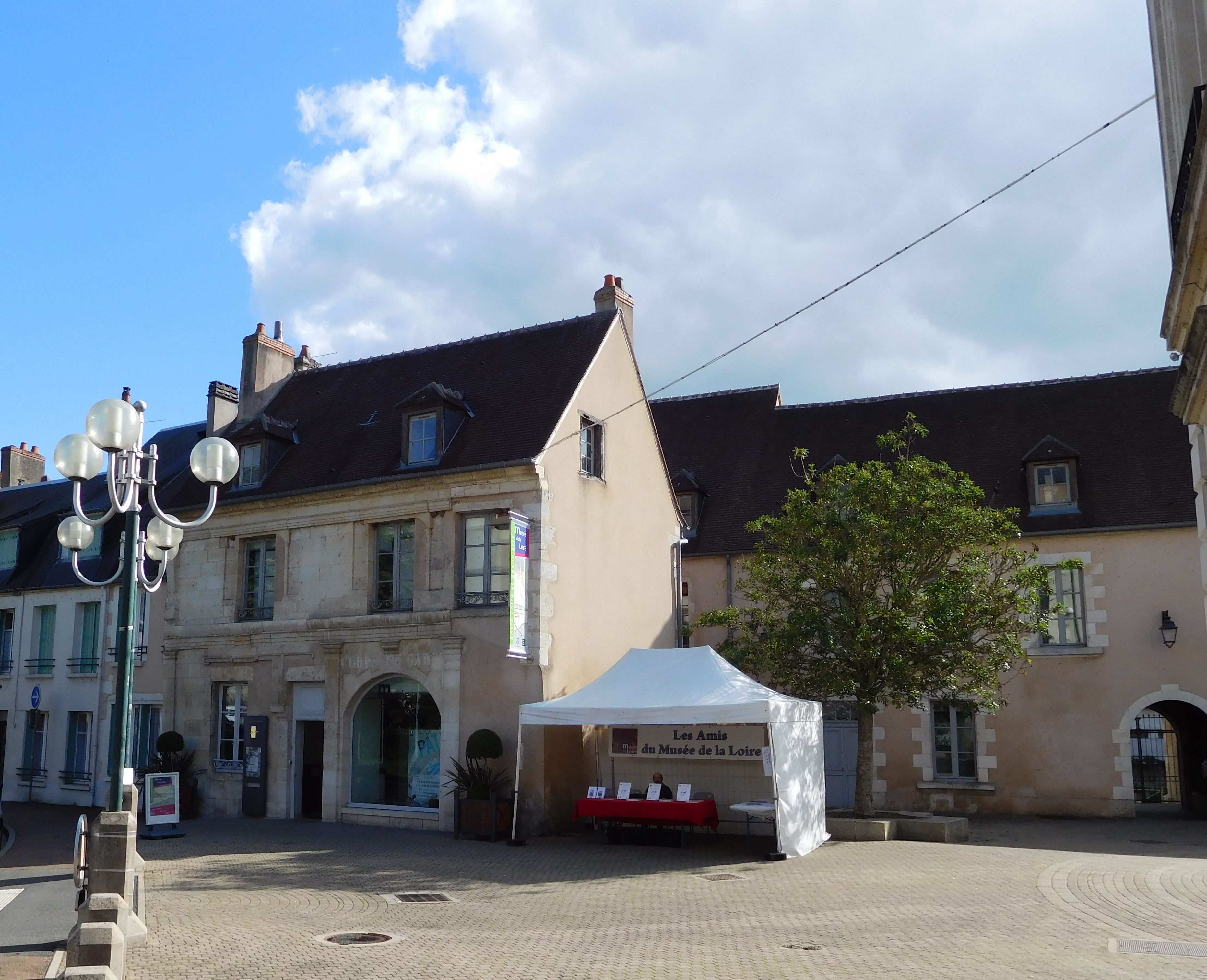
Muzeum Loary

## Współpraca
- Bad Ems, Niemcy
- Harpenden, Wielka Brytania
- Herentals, Belgia